# 671 هـ
671 هـ هِي سنة في التقويم الهجري امتدت مقابلةً في التقويم الميلادي بين سنتي 1272 و1273.

## أحداث
- تولي ثاني ملوك الدولة النصرية في الأندلس أبو عبد الله محمد الثاني حكم غرناطة.

## مواليد
- ابن سيد الناس
- شجاع الدين التركستاني

## وفيات
- شمس الدين القرطبي
- القرطبي